# Helminthosporium alphitoniae
Helminthosporium alphitoniae är en svampart som beskrevs av Petr. 1954. Helminthosporium alphitoniae ingår i släktet Helminthosporium och familjen Massarinaceae.   Inga underarter finns listade i Catalogue of Life.